# Croce miracolosa di Elspe
La croce miracolosa di Elspe (in tedesco Mirakelkreuz) è un crocifisso che si trova nella chiesa di San Giacomo di Elspe, un distretto di Lennestadt nel Sauerland. Già datata al XII secolo, è stato dimostrato che il corpo è molto più antico e risale al X secolo, mentre la croce è databile intorno al 1175.

## Storia

### Tradizione
La croce è destinataria secolare dei lasciti, offerte e donazioni provenienti dalla popolazione locale. La croce è nominata per la prima volta solo in documenti del 1426 e 1450, a sua volta perduti e citati in una cronaca parrocchiale ottocentesca, in particolare quello del 1426 che è il più antico archivio parrocchiale noto. In entrambi, la croce è già citata come miracolosa, indice di una tradizione molto più antica. A parte queste citazioni, comunque, non è stato tramandato nulla che dia notizie dirette o indirette sulle origini della croce.

### La croce miracolosa come strumento astronomico
Un'ipotesi sull'idoneità della Croce miracolosa come bastone di Giacobbe è sorta a causa delle tacche e delle cavità sulle travi longitudinali e trasversali, che non sono esattamente simmetriche. Le estese indagini basate su una replica esatta hanno mostrato che le dimensioni della croce corrispondevano ai dati astronomici. Tuttavia, le tesi non sono state ancora pubblicate scientificamente.

## Restauri e considerazioni di stile del XX secolo

Possibile interpretazione e funzionamento delle tacche sulla croce come strumento astronomico.

### Primo restauro della croce
La Mirakelkreuz, che ha ricevuto molta attenzione e riconoscimento nella popolazione nel XIX secolo, è stata appesa a lato della chiesa parrocchiale di Elspe fino all'inizio degli anni 1960, quando fu sottoposta al suo primo restauro. A quei tempi la croce, precedentemente colorata, si presentava dipinta con una semplice vernice marrone.
Durante il restauro da parte dell'Ufficio dei monumenti di Münster, tutti gli strati di vernice furono accuratamente rimossi, contando ben sette strati. La versione più antica, la settima, era la più artisticamente preziosa, quindi fu utilizzata come modello per il restauro ed è ancora quella conferisce alla croce l'aspetto attuale. Gli strati successivi erano diventati via via più semplici, fino a quando l'intera croce con il corpo era stata ricoperta con un fondo bianco e poi verniciata con vernice rosso-marrone. Le tacche scolpite sulla croce e altre cavità minori riconosciute durante il restauro furono riempite con una spatola e verniciate. Gli studi promossi da restauro datarono l'opera intorno al 1130.

## La mostra "Monumenta Annonis"
Per la mostra "Monumenta Annonis" del 1975 del Museo Schnütgen nella Cäcilienkirche a Colonia, la datazione della croce fu spostata al XII secolo per confronto con la croce di Gerone e altre croci di quel periodo.
La mostra fu un'occasione per ricostruire il contesto artistico e culturale che portò alla creazione della croce e la collocazione dell'opera al suo interno. Gli studi rilevarono il modellato delicato del corpo, in contrapposizione con una più diffusa formazione tridimensionale aggressiva ed espressiva. L'immobilità della forma, la calma del contorno e la sua delicatezza della sensazione furono collegati a un simile crocifisso della metà del XII secolo alla Liebieghaus, secondo un modello tardo ottoniano. A ciò fu correlata anche la tipologia della croce, che è stata adottata dall'oreficeria. Ma si notò che il corpo aveva una forza e un volume più solidi, e il perizoma si mostrava con una grande precisione lineare. La croce di Elspe venne quindi identificata come un'espressione del legame tra lo stile iconografico e formale ottoniano dell'XI secolo e lo stile successivo.
Da questo punto di vista, la croce fu inserita nella difficoltosa classificazione di alcuni monumenti scultorei tedeschi tra l'XI e il XII secolo, di cui la croce di Gerone rappresenta uno degli esemplari più significativi sia per qualità artistica, sia per problematicità stilistica. Essi venivano per lo più spiegati dalla continuità dell'aspetto visivo nel processo multilivello che va dall'arte dell'XI secolo alla concretizzazione, consolidamento, organizzazione e oggettivazione della forma pittorica nel XII secolo. La Croce miracolosa di Elspe non sembrava essere una ripetizione nella tradizione ottoniana alle soglie della scultura romanica, presentando caratteri molto diversi rispetto alle principali sculture di Colonia dell'XI secolo.
Tutte queste considerazioni divennero infine oggetto di radicale revisione a partire dalle analisi scientifiche del XXI secolo sul legno della croce.

## Indagini scientifiche del XXI secolo

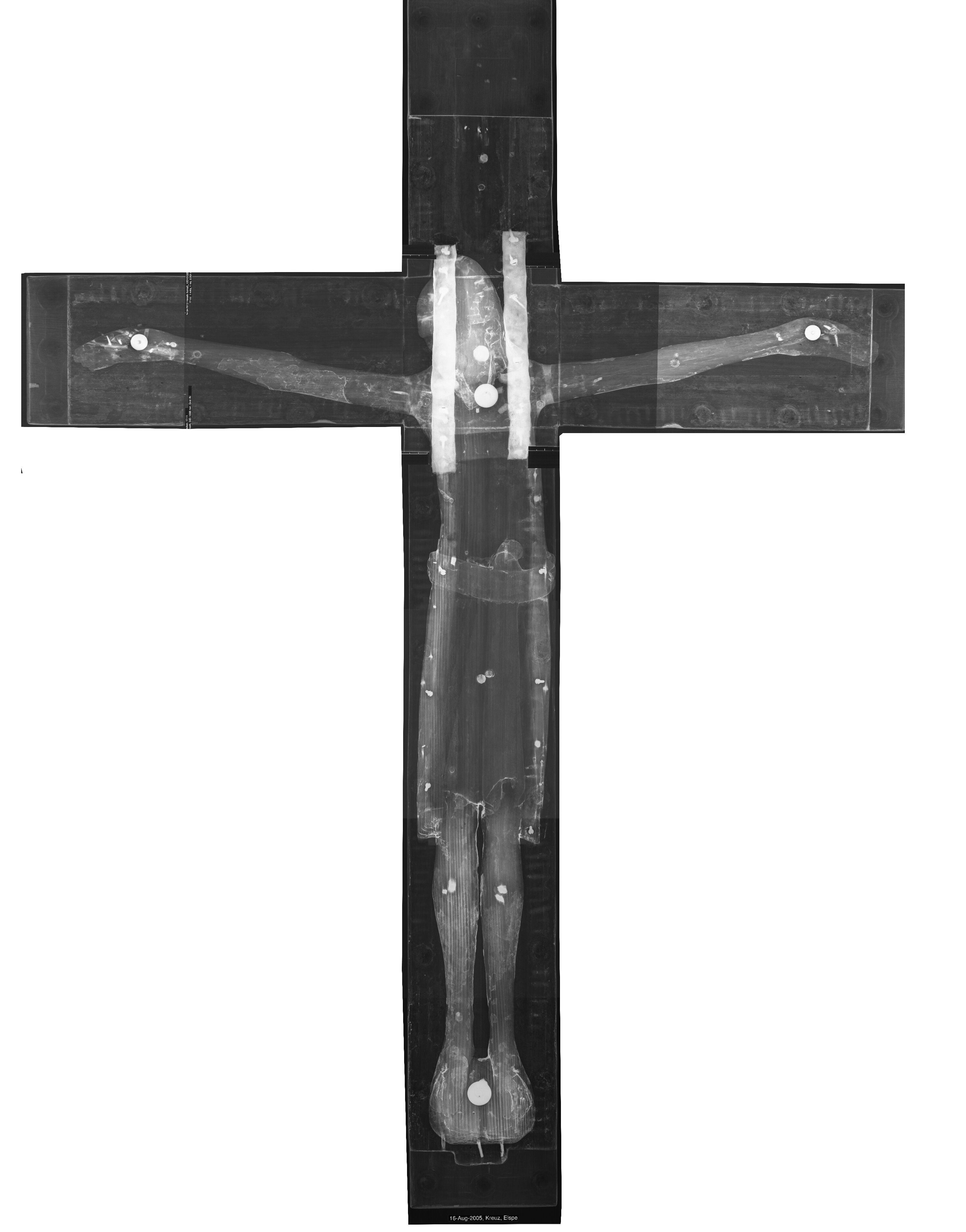
Fotomontaggio di tutte le radiografie della croce miracolosa

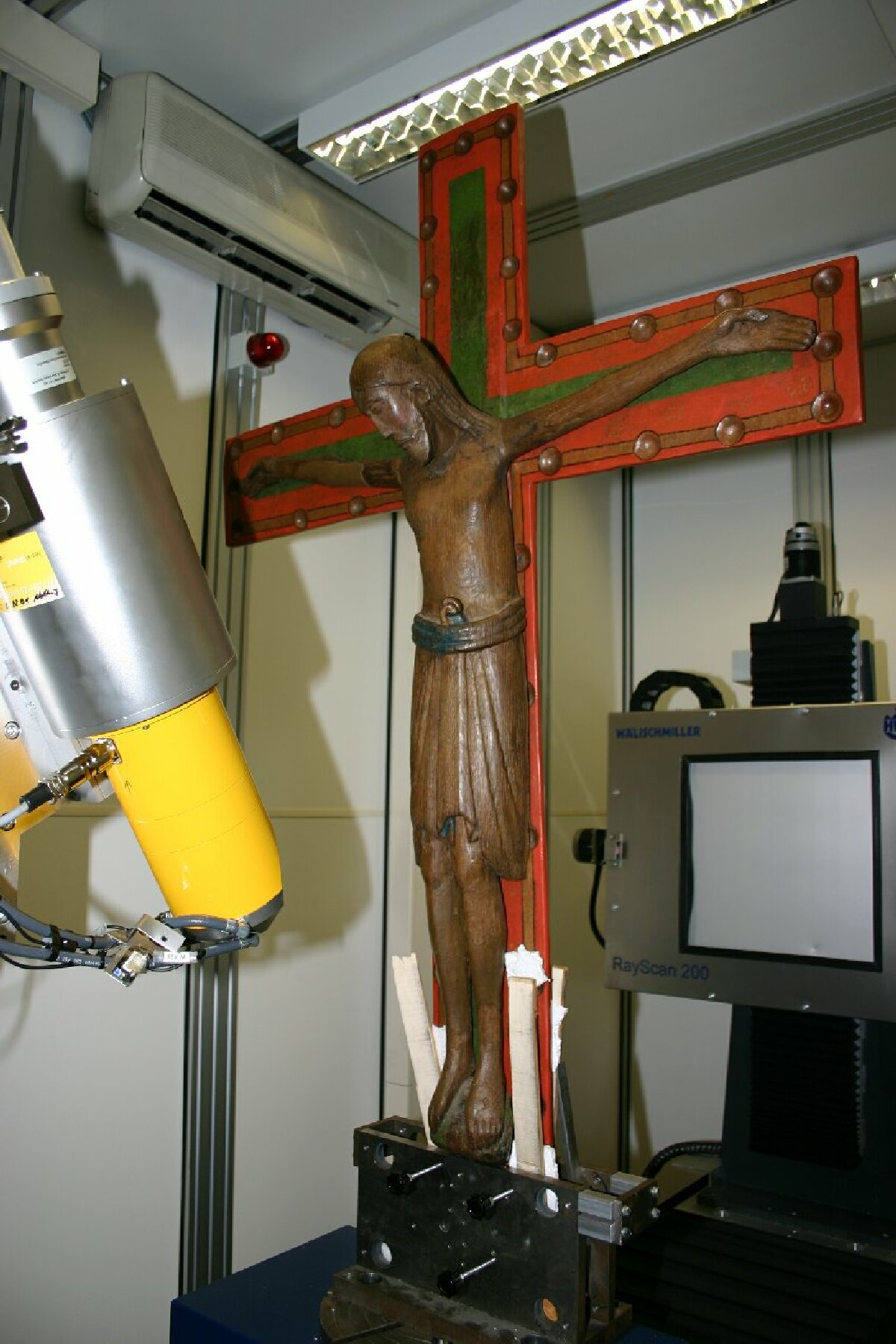
La Croce miracolosa nel tomografo computerizzato tecnico dell'FH-Aalen

### Analisi TC
Nel 2006 sono stati effettuati nuovi esami sulla Croce miracolosa utilizzando metodi tecnici contemporanei. La datazione al carbonio C14 è stata scartata poiché avrebbe comportato la creazione di un piccolo foro centrale nella croce, sottile solo 14-18 mm e quindi molto a rischio di danneggiarsi o spezzarsi. Allo stesso modo, un esame mediante risonanza magnetica non è stato preso in considerazione a causa della presenza di parti metalliche. Pertanto, è stato necessario utilizzare esami non distruttivi in un tomografo computerizzato (TC). Un primo tentativo con una macchina a raggi X dell'Ospedale universitario di Colonia non ha raggiunto la risoluzione richiesta.
L'Università di Scienze Applicate di Aalen ha fornito un dispositivo TC per l'esame A differenza di un dispositivo TC medico, il paziente non viene spinto in un tubo con la testina di registrazione del dispositivo a raggi X si muove intorno a lui: in questo caso, la parte da esaminare viene fissata su una piattaforma girevole e fatta ruotare attorno al proprio asse. La testina di registrazione del dispositivo a raggi X rimane saldamente in posizione. Un vantaggio del dispositivo è che è possibile lavorare con un livello molto elevato di radiazioni a raggi X, poiché l'intero sistema si trova nella sua stanza sicura.
La sezione virtuale qui generata ha ottenuto la massima risoluzione ed è stata esaminata dall'Istituto di Scienze Archeologiche, Dipartimento di Preistoria e Storia Antica / Laboratorio Dendrocronologico dell'Università di Francoforte.

### Esame dendrocronologico

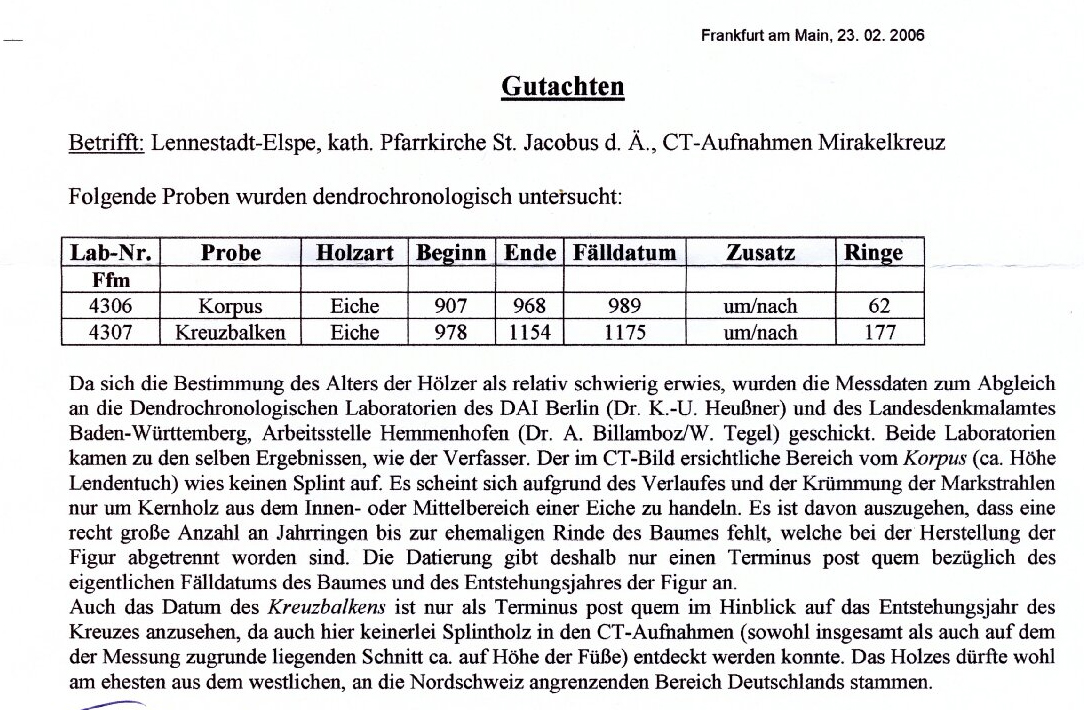
Estratto dal rapporto dendrocronologico

Durante l'esame dendrocronologico, dalla sezione ricostruita ai raggi X è stata ricavata una tavola con gli anelli di crescita del legno e confrontata con i risultati noti. Il legno del corpo ha mostrato 62 anelli annuali ed è stato classificato come vivente nel periodo compreso tra il 907 e il 968. Secondo il rapporto, la data di abbattimento sarebbe intorno o dopo il 989.
Il periodo dal 978 al 1154 cade sul legno di quercia delle traverse con almeno 177 anelli annuali su una larghezza di 18 cm, cioè con incrementi molto stretti. Questo albero sarebbe stato abbattuto intorno o dopo il 1175.
Le indagini comparative dei laboratori dendrocronologici del DAI di Berlino e del laboratorio dell'Ufficio dei monumenti di Stato del Baden-Württemberg, ufficio di Hemmenhofen, hanno confermato i risultati.

### Risultato delle analisi
Il fatto che il corpo sia stato realizzato intorno o dopo il 989 e la traversa intorno o dopo il 1175 consente di concludere che tra i due c'è una differenza di 186 anni, e che quindi la croce e il corpo non sono stati realizzati assieme. Il Cristo crocifisso è stato quindi avvicinato a quello della croce di Gerone. I due si sono uniti solo molto più tardi. La croce potrebbe essere utilizzata anche come dispositivo di rilevamento astronomico senza il corpo in quanto tale.
Interessante è il fatto che la croce sia stata tagliata a tutte e quattro le estremità, forse per renderla inutilizzabile come dispositivo astronomico, se si dà credito a questa ipotesi sulla sua origine. Nel caso della croce di Gerone, la relazione ipotizzava che l'albero della traversa fosse stato abbattuto in un periodo dal 971 al 1012, quello del corpo intorno o dopo il 965.
Si può ipotizzare che il Cristo della Croce di Elspe sia stato realizzato dallo stesso artista del Cristo della Croce di Gerone, oppure da un artista proveniente dalla stessa bottega, in quanto non solo i confronti stilistici consentono di affermarlo, ma anche la vicinanza tra le date di abbattimento (24 anni di differenza).

## Confraternita della Santa Croce
Attorno alla croce e al culto che la accompagna è fiorita nei secoli la Confraternita della Santa Croce di Elspe, fondata nel gennaio 1496 da un funzionario episcopale dell'Arcidiocesi di Colonia a Werl. Al primo rettore della Confraternita della Croce furono concessi diritti speciali nei confronti dei suoi successori e della chiesa parrocchiale.
Nell'atto di fondazione, tutte le proprietà, le fattorie, i campi, i prati, di fatto tutti i beni mobili e immobili riferiti alla Confraternita furono registrati e sigillati. Fu inoltre stabilito che tutti i documenti, i titoli legali e le dichiarazioni di reddito dovessero essere conservati in un baule con tre lucchetti. Il parroco, il rettore dell'altare e uno degli agenti temporanei hanno custodito ciascuno una chiave di questa cassetta per secoli. Nessuno degli altri poteva avere accesso a questo baule in modo autonomo, ma solo insieme agli altri.